# Целль (Люцерн)
Целль (нім. Zell LU) — громада  в Швейцарії в кантоні Люцерн, виборчий округ Віллізау.

## Географія
Громада розташована на відстані близько 45 км на північний схід від Берна, 30 км на захід від Люцерна.
Целль має площу 13,9 км², з яких на 10,3% дозволяється будівництво (житлове та будівництво доріг), 67,3% використовуються в сільськогосподарських цілях, 21,6% зайнято лісами, 0,8% не є продуктивними (річки, льодовики або гори).

## Демографія
2019 року в громаді мешкало 2097 осіб (+6,7% порівняно з 2010 роком), іноземців було 13,3%. Густота населення становила 151 осіб/км².
За віковим діапазоном населення розподілялося таким чином: 22,3% — особи молодші 20 років, 59,7% — особи у віці 20—64 років, 18% — особи у віці 65 років та старші. Було 842 помешкань (у середньому 2,4 особи в помешканні).
Із загальної кількості 1566 працюючих 159 було зайнятих в первинному секторі, 720 — в обробній промисловості, 687 — в галузі послуг.